# 849
El 849 (DCCCXLIX) fou un any comú començat en dimarts del calendari julià.

## Esdeveniments
- Creació (probable) del comtat de Tolosa de Llenguadoc
- Construcció de la gran mesquita de Samarra
- Traducció a l'àrab de la Metafísica d'Aristòtil